# Присторони
Присторони (біл. Прыстараны) — селище в Терешковицькій сільській раді Гомельському районі Гомельської області Республіки Білорусь.

## Географія

### Розташування
За 8 км від залізничної станції Уть (на лінії Гомель — Чернігів), 13 км на південь від Гомеля.

## Гідрографія
На річці Уть (притока річки Сож).

## Транспортна мережа
Транспортні зв'язки степовою, потім автомобільною дорогою Старі Яриловичі — Гомель. Планування складається з короткої прямолінійної вулиці, яка орієнтована з південного заходу на північний схід. Дерев'яні селянські садиби розташовані вздовж путівця.

## Історія
Засноване на початку XX століття переселенцями із сусідніх сіл. У 1926 році працював поштовий пункт, у Новотерешковицькій сільраді Дятловицького району Гомельського округу. 1932 року жителі вступили до колгоспу. Під час німецько-радянської війни у вересні 1943 року німецькі окупанти повністю спалили селище та вбили 4 мешканців. 6 мешканців загинули на фронті. 1959 року у складі радгоспу «Новобілицький» (центр — село Терешковичі).

## Населення

### Чисельність
- 2009 — 20 мешканців.